# Comuna Zburiivka, Hola Prîstan
Zburiivka (în ucraineană Збур'ївка) este o comună în raionul Hola Prîstan, regiunea Herson, Ucraina, formată din satele Berehove, Komuna, Obloii și Zburiivka (reședința).

## Demografie
Componența lingvistică a comunei Zburiivka
     Ucraineană (84,18%)
     Rusă (4,52%)
     Alte limbi (0,33%)
Conform recensământului din 2001, majoritatea populației comunei Zburiivka era vorbitoare de ucraineană (84,18%), existând în minoritate și vorbitori de rusă (4,52%).